# Санков, Евгений Александрович
Евгений Александрович Санков (25.12.1893, д. Тонино Галичского уезда Костромской губернии — май 1980, Ленинград) — учёный в области первичной переработки и оценки свойств лубяных волокон, доктор технических наук (1964), профессор Ленинградского текстильного института имени С. М. Кирова (1965).

## Биографии
Из крестьян. Окончил Череповецкую учительскую семинарию (1914) и Ленинградский технологический институт (1924).
В 1914—1917 гг. учитель Быковского начального земского училища Галичского уезда Костромской губернии. В 1924—1930 гг. преподаватель Ленинградской профшколы мастеров-текстильщиков.
С 1930 по 1937 г. в Ленинградском текстильном институте имени С. М. Кирова: доцент кафедры волокнистых веществ и заведующий испытательной лабораторией технологии волокнистых веществ.
С 1937 г. инженер Ленинградской центральной научно-исследовательской лаборатории Главленхлоппрома. С января 1941 г. инженер ОТК на прядильно-ниточном комбинате «Красная нить». В эвакуации — инженер ОТК Красноярского льнотреста (1942—1945).
С 1945 г. снова работал в Ленинградском текстильном институте имени С. М. Кирова: доцент кафедры общей технологии (1945) и материаловедения (1949), заведующий кафедрой материаловедения (1952—1957, 1969—1973), с 1973 г. профессор кафедры.

## Труды

### Диссертации
- Повреждения хлопковых волокон в процессе гребнечесания : диссертация … кандидата технических наук : 05.00.00. — Ленинград, 1948. — 141 с. : ил.
- Изучение повреждений хлопка микроорганизмами и разработка методов его защиты : диссертация … доктора технических наук : 05.00.00. — Ленинград, 1964. — 277 с. : ил.

### Сочинения
- Прядильные волокнистые материалы [Текст] / инж.-технолог Е. А. Санков. — Москва : Текстильиздат, 1932. — 150, [2] с., [12] л. крас. ил. и черт. : ил.; 22х15 см.
- Прядильные волокнистые материалы [Текст] / Инж.-технолог Е. А. Санков. — 2-е изд., испр. и доп. — Ленинград ; Москва : Гизлегпром, 1936. — Переплет, 232 с., 24 вкл. л. красн. ил., черт., граф., карт. : ил.; 23х15 см.
- Конспективное руководство по лабораторным работам над прядильно-волокнистыми материалами [Текст] / Инж.-технолог Е. А. Санков. — Ленинград ; Москва : Гизлегпром, 1936 (Л. : тип. им. Володарского). — Переплет, 148 с., 14 вкл. л. крас. ил., черт. : ил.; 24х15 см.
- Микробиологические повреждения текстильных волокон [Текст] : Учеб. пособие / Е. А. Санков, Н. В. Калугин, Г. Г. Лебедева, И. А. Ермилова. — Ленинград : ЛТИ, 1977. — 85 с. : ил.; 21 см.